# Cruising Bar
Série
Cruising Bar 2
(2008)
Pour plus de détails, voir Fiche technique et Distribution.
Cruising Bar est un film québécois réalisé par Robert Ménard sorti en 1989 et mettant en vedette Michel Côté dans quatre rôles différents.

## Synopsis
Comédie de situation où quatre hommes d'horizons très différents vont à la « chasse aux filles » le samedi soir. Quatre types d'homme y sont dépeints : Serge, un timide maladroit et n'ayant pas une haute estime de sa personne, Patrice, un accessoiriste cocaïnomane, Jean-Jacques, un riche snob et trop sûr de lui et Gérard, un homme marié, propriétaire d'un garage automobile et multipliant les conquêtes dans de courts laps de temps. Les quatre hommes sont tous joués par l'acteur Michel Côté.

## Fiche technique
Source : IMDb et Films du Québec
- Titre original : Cruising Bar
- Réalisation : Robert Ménard
- Scénario : Michel Côté, Robert Ménard et Claire Wojas, d'après une idée originale de Michel Côté
- Musique : Richard Grégoire
- Chanson thème : Cruising Bar, interprété en duo par Richard Groulx et Monique Paiement
- Direction artistique : François Lamontagne
- Costumes : Louise Labrecque
- Maquillage : Jacques Lafleur et Pierre Saindon (en)
- Coiffure : Réjean Goderre
- Photographie : Pierre Mignot
- Son : Michel Charron, Michel Descombes
- Montage : Michel Arcand
- Production : Claude Bonin
- Société de production : Productions Vidéofilms, ONF
- Société de distribution : Malofilm Distribution
- Budget : 2,4 millions $ CA
- Pays de production :  Canada
- Tournage : du 7 novembre au 22 décembre 1988 à Montréal
- Langue originale : français
- Format : couleur — 35 mm — son Dolby numérique
- Genre : comédie
- Durée : 96 minutes
- Dates de sortie :
  - Canada : 27 septembre 1989 (première mondiale à Chicoutimi)[2]
  - Belgique : 30 septembre 1989 (Festival international du film francophone de Namur[3]
  - Canada : 6 octobre 1989 (sortie en salle au Québec)
  - Canada : 7 novembre 2006 (DVD)
- Classification :
  - Québec : 13 ans et plus[4]

## Distribution
- Michel Côté : Jean-Jacques / Gérard / Patrice / Serge
- Louise Marleau : la divine
- Geneviève Rioux : Sonia
- Véronique Le Flaguais : Gertrude
- Diane Jules : Lisette
- Marthe Turgeon : Mado
- Pauline Lapointe : Marguerite
- Jean-Pierre Bergeron : Nosel
- Roger Léger : Jaws
- Tony Nardi : Marcello
- Marcel Gauthier : L'oreille
- Annette Garant : vendeuse
- Linda Sorgini : Sophie
- Lynne Adams : Jessica
- Marie-Élaine Berthiaume : Diane
- Chantal Lamarre : punk que Serge invite à danser
- Louise Richer : Louise
- Sylvie Boucher : barmaid
- Éric Cabana : grand punk
- Marie-Lise Hétu : Jocelyne
- Philippe Lefebvre : réalisateur
- Alain Chartrand : l'assistant-réalisateur
- Claude Bélanger : le King
- Widemir Normil : portier western

## Liste des personnages
Jean-Jacques Caouette, dit le Paon :
Jean-Jacques est un homme riche à l'air passablement snob qui a récemment fini en beauté ses cours de séduction à la Scuola de Marcello. Se croyant fatalement irrésistible, il passera son samedi après-midi à se faire bichonner dans une clinique d'esthétique où il subira d'abord un douloureux et vigoureux massage, puis un bain de boue, un masque facial, une manucure et la teinte de mèches de cheveux. Pour lui, l'apparence compte énormément : il essaiera six habits différents avant de se décider sur un septième. Il enchaînera les rencontres brèves, les conversations sans but, superficielles et dérisoires, avant de tomber sur La Divine.
Gérard Simoneau, dit le Taureau :
Homme marié, propriétaire de son propre garage automobile, père d'un fils, il a tout pour être heureux. Il a une belle maison, une belle voiture, vit dans un beau voisinage, et il a une belle secrétaire. Cependant, on ne le surnomme pas Le taureau pour rien. Très porté sur la chose, il ne se satisfait pas d'un seul acte d'adultère par jour. Il tire beaucoup de fierté à collectionner les conquêtes et ce n'est pas son excès de poids ni son alliance qu'il retire de son doigt en se stationnant devant une église qui l'arrêtera.
Patrice Beaudoin, dit le Lion :
Il tient son surnom à cause de sa chevelure abondante qu'il porte à la manière d'une crinière de fauve. Il a une dentition terrible et a tendance à arriver en retard à son travail. Bien intentionné mais plutôt gaffeur, il cherche à reconquérir Sonia, son ex-amie de cœur, qui l'a plaqué à cause de sa consommation de drogues. Il est le père d'une petite fille et il conduit une Subaru qui semble avoir les caractéristiques d'un Lowrider. Il a diminué sa consommation de drogue, mais le vrai test surviendra lorsque ses amis Nosel et Jaws lui offriront une petite ligne.
Serge, dit le Ver de terre :
Serge est le dernier des perdants : il a une apparence médiocre, une posture crispée, il est timide avec tout le monde au point où il ne sait pas comment refuser à quoi que ce soit. Il semble bien qu'il n'ait jamais fait de conquêtes amoureuses et il se sent obligé de se pratiquer à draguer dans son appartement. Au cours de sa soirée, il ira dans divers bars, ne fera aucune rencontre, mais sa soirée se terminera non pas en queue de poisson comme on pourrait s'y attendre, mais plutôt d'une façon inattendue.
La Divine :
Très belle jeune femme dans la trentaine, elle a beaucoup de classe. Elle est la dame en noir qui mérite l'attention de Jean-Jacques. Elle déchantera rapidement lorsque leur plus grande conversation se portera sur les cigarettes à filtre et les cigarettes sans filtre, puis des dangers de l'inhalation de la fumée de cigarette.
Gertrude Simoneau :
La gentille et attentionnée femme de Gérard. Femme au foyer, elle est plutôt exaspérée de devoir passer ses samedis soirs seule à la maison à s'occuper des enfants. Mais la Dame a plus d'un tour dans son sac et elle découvrira si les réunions de la Chambre de commerce valent la peine que son mari la laisse seule toutes les semaines.

## Distinctions
En 1990, le film a obtenu un prix Génie pour la réalisation exceptionnelle en maquillage et trois nominations pour la meilleure performance par un acteur dans un rôle de premier plan à Michel Côté, la meilleure réalisation dans la cinématographie à Pierre Mignot et la meilleure réalisation dans la conception de costumes à Louise Labrecque.

## Suite
Le film connait une suite, Cruising Bar 2, sortie à l'été 2008. Michel Côté y reprend ses quatre rôles, ayant tous évidemment vieilli depuis le premier film, et connaissant leurs lots de problèmes personnels, de surprises et de déceptions.